# Lucrecia Martel
Lucrecia Martel (Salta, 14 de desembre de 1966) és una directora de cine argentina. Guionista i directora del nou cinema argentí, creadora de melodrames commovedors, misteriosos i eròtics, que inclouen idees envers la transcendència. És valorada com una de les cineastes més importants de Llatinoamèrica.
Va dirigir els curts El 56 (1988), Pis 24 (1989), Besos Rojos (1991) i Rei Mort (1995), així com la sèrie de televisió D.N.I. (1995), abans de realitzar el seu primer llargmetratge, La cienaga (2001), pel qual va obtindre nombrosos premis, entre els quals el premi NHK del Festival de Cinema de Sundance, el Grand Prix del Festival de Cinema Llatinoamericà de Tolosa de Llenguadoc i el premi a millor pel·lícula i millor director del Festival de Cine de L'Havana, a més d'una nominació a l'Os d'Or en el Festival Internacional de Cinema de Berlín.
El 2004 el seu segon llargmetratge, La niña santa, va ser nominat amb la Palma d'Or en el Festival de Cinema de Canes.
El seu tercer film, La mujer sin cabeza, va a ser seleccionat a Canes el 2008.
Amb la seva pel·lícula Zama, Martel va obtenir deu Premis Sur –entre els quals el de millor llargmetratge, millor direcció, millor guió, fotografia, vestuari...–, una Menció Especial al 14è Festival de Cinema Europeu de Sevilla i la candidatura als 32è Premis Goya com a millor film iberoamericà.

La seva frase: 
| « | <M'interessa la religió catòlica perquè hi vaig aprendre la meva forma de pensar.> | » |

## Filmografia

### Llargmetratges
- La Ciénaga (2001)
- La niña santa (2004)
- La mujer sin cabeza (2008) (també coneguda amb el títol de «La mujer rubia» - la dona rossa)
- Zama (2017)

### Curtmetratges
1. El 56 (1988)
2. Piso 24 (1989)
3. Besos rojos (1991)

- Rey Muerto (últim curtmetratge de la compilació Històries Breus, 1995).

### Sèrie TV
- "D.N.I." (1995), TV Series